# گوتا ۱۳۴۶
سیارک ۱۳۴۶ (به انگلیسی: 1346 Gotha، نامگذاری:1929CY) هزار و سیصد و چهل و ششمین سیارک کشف شده‌است که در ۵ فوریه ۱۹۲۹ و در هایدلبرگ کشف شد.
قدر مطلق سیارک برابر ۱۱٫۲۵ است.